# Valle de Villaverde
Valle de Villaverde é um município da Espanha na comarca de Asón-Agüera, província e comunidade autónoma da Cantábria. Tem 19,5 km² de área e em 2021 tinha 276 habitantes (densidade: 14,2 hab./km²). É um enclave na província da Biscaia do País Basco, ou seja, está isolado do resto da Cantábria.

## Demografia
| Variação demográfica do município entre 1991 e 2004 [carece de fontes?] | Variação demográfica do município entre 1991 e 2004 [carece de fontes?] | Variação demográfica do município entre 1991 e 2004 [carece de fontes?] | Variação demográfica do município entre 1991 e 2004 [carece de fontes?] |
| ----------------------------------------------------------------------- | ----------------------------------------------------------------------- | ----------------------------------------------------------------------- | ----------------------------------------------------------------------- |
| 1991                                                                    | 1996                                                                    | 2001                                                                    | 2004                                                                    |
| 394                                                                     | 379                                                                     | 365                                                                     | 380                                                                     |